# Dominykas Jančionis
Dominykas Jančionis (Vilna, 28 de febrero de 1993) es un deportista lituano que compite en remo.
Ganó dos medallas en el Campeonato Europeo de Remo, en los años 2016 y 2020.

## Palmarés internacional
| Campeonato Europeo | Campeonato Europeo     | Campeonato Europeo | Campeonato Europeo |
| Año                | Lugar                  | Medalla            | Prueba             |
| ------------------ | ---------------------- | ------------------ | ------------------ |
| 2016               | Brandeburgo (Alemania) | Medalla de plata   | Cuatro scull       |
| 2020               | Poznań (Polonia)       | Medalla de bronce  | Cuatro scull       |